# Larisa Kruglova
Larisa Nikolajevna Kruglova (rusko Лариса Николаевна Круглова), ruska atletinja, * 27. oktober 1972, Murmansk, Sovjetska zveza.
Nastopila je na poletnih olimpijskih igrah leta 2004 ter osvojila srebrno medaljo v štafeti 4x100 m in se v teku na 100 m uvrstila v četrtfinale. Na svetovnih prvenstvih je osvojila bronasto medaljo v štafeti 4x100 m leta 2003, kot tudi na evropskih prvenstvih leta 2002.